# Euselasia pseudomys
Euselasia pseudomys is een vlindersoort uit de familie van de prachtvlinders (Riodinidae), onderfamilie Euselasiinae.
Euselasia pseudomys werd in 1999 beschreven door Callaghan.